# Fero Fenič
Fero Fenič (* 20. března 1951, Nižná Šebastová (část Prešova)), občanským jménem František Fenič, je slovenský a český filmový režisér, scenárista, producent, filmový organizátor, televizní a filmový podnikatel. Jako režisér doposud natočil asi 36 různých filmových děl. V jeho filmové a televizní společnosti Febio (FEničův BIOgraf), známé svojí tvorbou nejen pro Českou televizi, ale i další tv stanice, vzniklo v létech 1992–2010 celkem 1261 dokumentárních i hraných pořadů. Mezinárodní filmový festival Praha – Febiofest, který založil v roce 1993 a jako majitel a ředitel ho vedl do roku 2012 (v současnosti působí jako jeho prezident), se stal jednou ze dvou nejmasovějších audiovizuálních akcí v ČR. Žije a pracuje v Praze.

## Život a tvorba před rokem 1989
Fenič vyrostl na východním Slovensku v rodině zemědělců jako poslední z pěti dětí, střední školu absolvoval v Prešově a roku 1969 nastoupil na katedru žurnalistiky FF Univerzity Komenského v Bratislavě. Po třech letech studia se přihlásil na Katedru dokumentární tvorby FAMU v Praze. Již jeho školní práce byly oceňovány na významných studentských filmových festivalech. Získal roční stipendium jako stážista nejstarší filmové školy světa – římské Centro sperimentale di cinematografia (1977), kde mj. napsal svou diplomovou práci a zdokonalil se v italštině. Po ukončení FAMU (1978) absolvoval roční vojenskou základní službu v Československém armádním filmu jako asistent režie a poté se stal zaměstnancem Štúdia krátkých filmov Slovenské filmové tvorby v Bratislavě-Kolibě (1979–1985), kde natočil řadu, výhradně autorských, dokumentů.
Jeho profesionální debut Diadém (1979) byl oceněn jako nejlepší dokument roku a Tam a späť (1980), který se do kin dostal až po roce 1989, byl v roce 1990 oceněn jako nejlepší dokument let 1969–1989 mezi zakázanými filmy. Několik dalších krátkých a středometrážních snímků realizoval v zakázce pro Slovenskou televizi studio Bratislava, kde vznikl i jeho první hraný televizní film Brehy něhy (1983), který však na své veřejné uvedení musel čekat několik let. Mezi tím debutoval celovečerním hraným filmem Džusový román (1984) ve FS Barrandov v Praze. I tento sociálně laděný hořký příběh dvou mladých lidí, kteří řeší nechtěné početí a rodina donutí dívku k interrupci, se pro svůj negativní obraz tehdejší společnosti dostal na plátna kin až za dalších celých pět let. Ze slovenského filmového studia Koliba ho pak propustili pro „politickou nespolehlivost a protisocialistické smýšlení“ a živil se jako průvodce cestovních kanceláři (1985–89).
V období nastupujícího politického uvolňování let 1988–1989 mu bylo umožněno v Krátkém filmu Praha natočit dokument Vlak do dospělosti o generaci děti narozených těsně po ruské okupaci (na uvedení do kin ale pak čekal ještě rok), také napsal scénář svého druhého českého hraného filmu (společně s E. Plítkem) a nastoupil do FSB (1989–1990). Podobenství o konci totalitního režimu Zvláštní bytosti bylo zařazeno do výroby a dokončeno v listopadových dnech roku 1989.

## Febio
Na výzvu studentů začal Fenič působit jako vedoucí pedagog na KDT FAMU (1990–1994), ale postupně v něm dozrálo rozhodnutí založit vlastní filmovou a televizní produkční společnost, v níž chtěl vytvořit základnu pro nezávislou dokumentární tvorbu. Nazval ji Febio (Feničův Biograf). Od založení (1991) vyprodukovala více než 1300 dokumentárních filmů pro všechny české čtyři celoplošné televize a další objednatele a shromáždila kolem sebe více než 155 režisérů a režisérek, drtivou většinu tvůrců té doby. Výrazně přispěla k popularitě dokumentu jako svébytné filmové (televizní) disciplíny mezi lidmi (první díly GENu sledovalo přes 60 % diváků), a z hlediska výrobního, ideového i estetického se v mnohém stala vlajkovou lodí oboru, dokonce i určitou vnitřní konkurencí v kolosu ČT.

## Tvorba
Feničovu autorskou tvorbu, ostatně i jako životní dráhu, je nutno rozdělit na dvě etapy: před založením Febia a po něm.
Filmy první etapy vynikaly pronikavou filmovou řečí. Ještě ve škole zformoval svůj vizuální styl, který se snoubil s často drsným autentickým svědectvím o životě. Ve školním cvičení Človečina (1974) zrekonstruoval lynč ruské ženy, který se odehrál v Košicích roku 1968 po vstupu vojsk Varšavské smlouvy a ve filmu Labutia púť (1975) zjevil pocity starých lidí dožívajících v malé vesničce Vlkolinec nad Ružomberkem. Absolvoval portrétem amatérského archeologa, zemědělce a starého mládence, Viliama Kráľoviče, který našel nové důkazy o pobytu Římanů na našem území. Snímek Ako sa pan Kráľovič stal kráľom (1977) získal čestné uznání v Oberhausenu.
Jeho profesionální díla pokračovala v hledání základních podob nejobyčejnějšího života, nejčastěji ze současné slovenské vesnice (Tak som prešla velký svet, 1982; Bartomijov dom, 1985), výjimečně i ze světa oficiální kultury (Trate života Josefa Kronera, 1984).
Výrazný byl jeho debut Diadém (1978), s níž měl první „schvalovací“ potíže. Představil čtveřici učňů, kteří si chtějí založit kapelu a musí se účastnit tzv. přehrávek (schvalovací proces socialistického režimu, resp. aplikace cenzury). Přestože obsahoval stylizační postupy, natočil ho syrovým rukopisem známým z dokumentaristiky 60. let a názorově velmi otevřeně – filmová kritika jej přirovnávala k Formanově Konkursu (1963). Získal Hlavní cenu na Festivalu čs. filmové tvorby Piešťany 1979, Čestné uznání na MFF Lipsko 1979 a vůbec patřil k nejoceňovanějším filmům roku. Další dokument Tam a späť (1980) o údělu života východoslovenských dělníků pracujících v Praze a posílajících peníze domů se do distribuce vůbec nedostal, resp. až po roce 1989 a byl tehdy oceněn na Festivalu čs. filmů v Bratislavě jako nejlepší česko-slovenský dokument let 1969–1989.
Svým způsobem přelomový byl jeho poslední dokument točený na filmovou surovinu: Vlak do dospělosti (1990) o brancích, kteří se narodili roku 1969 a nyní nastupují na základní vojenskou službu. Živelný reportážní film vnějškově odkazoval na vlakové sportovní „chuligány“, avšak s tím rozdílem, že tito mladíci jeli „sloužit vlasti“. Z tohoto rozporu vznikla zcela bezprostřední anketa nejen o smyslu vojny, ale potažmo o hrdosti a společenském zřízení, stala se jasným důkazem o nespokojenosti mladých lidí v současném státě. Získal mj. Hlavní cenu v kategorii dokumentárních filmů na Festivalu českých a slovenských filmů v Bratislavě 1990 a cenu kritiky FIPRESCI na MFF v Oberhausenu 1990.
Při založení Febia vznikla myšlenka cyklu OKO – pohled na současnost, čemuž pomohla i změna technologie (video). Sám Fenič natočil prvních 6 dílů: o životě v nejvzdálenějších obcích Československa Odsud – potial (1992), o absurditě života na Podkarpatské Rusi Praha slzám nevěří (1992), o jednom předvolebním dni leadrů politických stran Vůdci (1992), o prvním dni voleb ve věznici, domově důchodců a romské vesnici Všichni dobří voliči (s V. Drhou a P. Slavíkem, 1992), o cestě slovenského národa k Bohu Bůh s námi (1992), a hlavně film Nejšťastnější den Anny Mečiarové (1992) o matce slovenského premiéra Vladimíra Mečiara, realizovaný v den vyhlášení svrchovanosti Slovenska.
Dál se k režii vracel jen v případě, kdy chtěl v některém ze „svých“ cyklů nastavit směr, či pouze pro radost. Jako jubilejní, 50. vydání cyklu zaznamenal poslední hodiny společného státu Republika v začátcích a koncích (1993). Pro svůj největší projekt GEN si vybral majitele cestovní kanceláře Václava Fischera (1993) a zpěvačky Hanu Hegerovou (1994) nebo Hanu Zagorovou (2017); pro Genus nejstaršího pediatra světa Josefa Švejcara (1995).
Autorsky se podílel i na prvních dílech cyklu Česká soda (1993) a vytvořil i její celovečerní střihovou filmovou verzi (1997), která byla v ČR prvním filmem zkopírovaným z videa.
Pro ČT zkomponoval dva velké archivní projekty: první, „Den ČST“ se uskutečnil 20. 11. 1999 a spočíval na nápadu, že se na 960 minutách (tj. 16 hodin) skrze archivy virtuálně vrátí na obrazovky vysílání bývalé ČST, a tak se opět „spojí“ Československo. Ve druhém, nazvaném „Sametová noc“ a konaném 18. 12. 1999 se 480 minut (tj. 8 hodin), se vysílaly seřazené, ale nesestříhané materiály z událostí roku 1989.
V roce 2004 byl jeho scénář hraného celovečerního filmu „Česká komedie“ oceněn 3. místem ve scenáristické soutěži Českého lva o Cenu Sazky. Film však zatím nebyl realizován.
S kolektivem svých spolupracovníků vytvořil v roce 2008 rozsáhlou knižní encyklopedii Fenomén Febio, která podrobně mapuje dějiny studia Febio let 1991–2008.
Fenič patří k pozoruhodným postavám české a slovenské dokumentaristiky. Hlavní město ČR Praha mu 1. 3. 2016 udělilo, jako prvnímu filmaři v historii hlavního města (a také jako jedinému Slovákovi po roce 1989), čestné občanství. Také se stal (po Pavlu Tigridovi) druhým nositelem Ceny 1. června 1953 (den první protikomunistické demonstrace v Plzni: Plzeňské povstání (1953)) udělované za „prosazování demokracie a důslednou obhajobu lidských práv prostřednictvím tisku, rozhlasu a televize“. Východoslovenské krajské město Prešov mu v červnu 2009 udělilo svou výroční Cenu města a Mezinárodní filmový festival Art film fest Košice ho v červnu 2018 ocenil Cenou prezidenta festivalu.V americkém exilu vzniklá Společnost pro vědy a umění mu 10. 7. 2018 udělila svou výroční Cenu SVU při příležitosti 60 výročí svého založení ve Washingtonu DC a Světového kongresu v Praze.
Hlavní článek: Letiště Praha-Ruzyně : Název Letiště : Václava Havla
19. prosince 2011 vydal prohlášení s výzvou přejmenovat letiště Praha-Ruzyně v Praze-Ruzyni na letiště Václava Havla. Název Ruzyně podle Feniče připomíná spíše známou pražskou věznici. O výzvě opakovaně referovala významná média, podepsali ji například Jiří Bartoška, Jaroslav Brabec, Tereza Brdečková, Martin Bursík, Věra Čáslavská, David Černý. Havlův dlouholetý tajemník Vladimír Hanzel zase považoval za vhodnější po exprezidentovi pojmenovat instituci kulturní nebo vzdělávací, která by působila v duchu a v souladu s Havlovými myšlenkami. Souběžně s Hanzelovým vyjádřením se objevila též petice malíře Petra Kellnera (* 1956) proti přejmenování letiště.